# Obozerskij
Obozerskij (ryska Обозерский) är en ort i länet Archangelsk oblast i Ryssland. Den ligger vid floden Vajmuga, 130 kilometer söder om Archangelsk och 24 kilometer från Velsk. Folkmängden uppgick till 3 368 invånare i början av 2015.